# Список загиблих у боях за Щастя
У статті наведено список втрат українських сил у боях за Щастя.

## Список загиблих
| Прізвище, ім'я, по батькові                 | Звання           | Дата смерті | Формування | Обставини |
| ------------------------------------------- | ---------------- | ----------- | ---------- | --- |
| Чурута Валентин Павлович                    | солдат           | 30.06.2014  | «Айдар»    | Помер у лікарні від поранень |
| Бовсуновський Сергій Володимирович          | старший сержант  | 2.07.2014   | 95 ОАеМБр  | |
| Гулько Олег Васильович                      | старший сержант  | 7.07.2014   | «Айдар»    | |
| Герасимчук Дмитро Миколайович               | капітан          | 8.07.2014   | 30 ОМБр    | |
| Войцехівський Євген Вікторович              | солдат           | 10.07.2014  | «Айдар»    | Під час збору групи розвідки до комендатури прибули два авто під українським прапором. Після того, як Євген не впустив прибулих до комендатури, вони вистрелили в нього з автоматичної зброї. |
| Іващенко Валерій Володимирович (військовик) | старший солдат   | 10.07.2014  | 30 ОМБр    | Загинув під Олександрівськом. |
| Оліферчук Юрій Леонтійович                  | солдат           | 10.07.2014  | 30 ОМБр    | Загинув під Олександрівськом. |
| Стрельчук Павло Володимирович               | солдат           | 26.07.2014  | «Айдар»    | Загинув під час вивозу поранених. |
| Деркач Сергій Павлович                      | майор            | 30.07.2014  | 1 ОТБр     | Вантажівка здетонувала на фугасі під селом Шишкове. |
| Моісеєнко Володимир Миколайович             | сержант          | 30.07.2014  | 1 ОТБр     | Вантажівка здетонувала на фугасі під селом Шишкове. |
| Малянівський Василь Іванович                | старший солдат   | 31.08.2014  | 26 АБр     | Загинув після артобстрілу. |
| Стеценко Вадим Олександрович                | старший солдат   | 31.08.2014  | 27 РеАП    | Загинув після артобстрілу. |
| Лоскот Євген Олександрович                  | капітан          | 5.09.2014   | 1 ОТБр     | Протаранив автотехніку супротивника бойовою машиною, після чого відійшов і коригував артвогонь. Був виявлений пошуковими загонами проросійських сил, підірвав себе гранатою.                  |
| Степанченко Дмитро Андрійович               | майор            | 5.09.2014   | 1 ОТБр     | Загинув на блокпосту біля села Шишкове, ведучи бій із танком супротивника. |
| Власенко Дмитро Миколайович                 | солдат           | 5.09.2014   | 1 ОТБр     | Розстріляний після потрапляння у полон поблизу села Шишкове. |
| Норенко Андрій Петрович                     | солдат           | 5.09.2014   | 1 ОТБр     | Розстріляний після потрапляння у полон поблизу села Шишкове. |
| Малашняк Андрій Володимирович               | старший солдат   | 5.09.2014   | «Воля»     | Розстріляний після потрапляння у полон поблизу села Шишкове. |
| Буряк Анатолій Миколайович                  | капітан          | 6.09.2014   | 1 ОТБр     | Загинув при виході з оточення із села Шишкове в напрямку міста Щастя. Залишився прикривати відхід групи.                                                                                      |
| Лоскот Євген Олександрович                  | капітан          | 7.09.2014   | 1 ОТБр     | Загинув поблизу села Весела Гора. |
| Богуш Олексій Анатолійович                  | солдат           | 14.09.2014  | 26 АБр     | Помер від поранень після артобстрілу |
| Антошин Іван Миколайович                    | майор            | 14.09.2014  | 92 ОМБр    | Загинув від вибухового пристрою на «розтяжці» під час перевірки лісосмуги. |
| Демиденко Вадим Леонідович                  | капітан          | 14.09.2014  | 92 ОМБр    | Загинув від вибухового пристрою на «розтяжці» під час перевірки лісосмуги. |
| Боднар Василь Федорович                     | старший сержант  | 27.09.2014  | «Айдар»    | Загинув під час мінометного обстрілу російськими бойовиками |
| Шаповалов Олександр Григорович              | солдат           | 14.10.2014  | 92 ОМБр    | Помер від серцевого нападу. |
| Запара Геннадій Віталійович                 | молодший сержант | 19.10.2014  | 24 ОМБр    | Загинув у районі села Сміле. |
| Бурдяк Юрій Васильович                      | молодший сержант | 19.10.2014  | 24 ОМБр    | Загинув у районі села Сміле. |
| Михальський Тарас Романович                 | солдат           | 19.10.2014  | 24 ОМБр    | Загинув у районі села Сміле. |
| Липчак Федір Федорович                      | солдат           | 28.10.2014  | «Айдар»    | Загинув їдучи на бойове завдання |
| Загудаєв Олександр Володимирович            | старший сержант  | 12.11.2014  | 92 ОМБр    | Загинув від осколкового поранення в голову за 200 метрів від ТЕС. |
| Гнатенко Анатолій Олексійович               | солдат           | 21.11.2014  | 92 ОМБр    | Підірвався на протипіхотній міні. |
| Крівченко Сергій Федорович                  | старший солдат   | 21.11.2014  | 92 ОМБр    | Підірвався на протипіхотній міні. |
| Захарчук Олександр Петрович                 | солдат           | 2.12.2014   | «Айдар»    | Загинув під час обстрілу з РСЗВ «Град» |
| Сташків Ярослав Петрович                    | солдат           | 2.12.2014   | «Айдар»    | Загинув під час обстрілу з РСЗВ «Град» |
| Сачек Володимир Володимирович               | старший солдат   | 7.12.2014   | 80 ОДШБр   | Загинув під час мінометного обстрілу. |
| Оврашко Сергій Миколайович                  | молодший сержант | 18.12.2014  | «Айдар»    | Загинув потрапивши в засідку |
| Гріголашвілі Олександр Михайлович           | -                | 18.12.2014  | «Айдар»    | Загинув потрапивши в засідку |
| Демиденко Микола Юрійович                   | солдат           | 18.12.2014  | 92 ОМБр    | Підірвався на «розтяжці» на гранаті Ф-1. |
| Вовк Іван Михайлович                        | сержант          | 8.1.2015    | 26 АБр     | Загинув під час обстрілу в районі смт Петрівка |
| Яндюк Олег Васильович                       | старший солдат   | 8.1.2015    | 26 АБр     | Загинув під час обстрілу в районі смт Петрівка |
| Гриценко Роман Володимирович                | солдат           | 9.1.2015    | 44 ОАБр    | Загинув від кулі снайпера |
| Сидор Олег Миколайович                      | солдат           | 9.1.2015    | «Айдар»    | Загинув внаслідок зіткнення з ДРГ противника. |
| Михайлюк Михайло Леонідович                 | старший солдат   | 29.1.2015   | 92 ОМБр    | Загинув під час артилерійського обстрілу. |
| Жеребило Вадим Володимирович                | старший солдат   | 31.1.2015   | «Айдар»    | під час обстрілу з РСЗВ «Град» ТЕС |
| Бобуров Руслан Юрійович                     | солдат           | 31.1.2015   | «Айдар»    | під час обстрілу з РСЗВ «Град» ТЕС |
| Ярмоліч Олександр Миколайович               | молодший сержант | 31.1.2015   | 80 ОДШБр   | під час обстрілу з РСЗВ «Град» ТЕС |
| Баришполець Євген Володимирович             | солдат           | 02.03.2015  | 92 ОМБр    | [ 28 ] |
| Ковбаса Олег Вікторович                     | підполковник     | 5.4.2015    | 92 ОМБр    | Загинув під час обстрілу з ПТРК. |
| Федорченко Олексій Сергійович               | старший солдат   | 5.4.2015    | 92 ОМБр    | Загинув під час обстрілу з ПТРК. |
| Блінов Владислав Євгенійович                | старший сержант  | 5.4.2015    | 92 ОМБр    | Загинув під час обстрілу з ПТРК. |
| Гуров Сергій Вячеславович                   | сержант          | 5.4.2015    | 92 ОМБр    | Загинув під час обстрілу з ПТРК. |
| Пугачов Вадим Володимирович                 | молодший сержант | 16.5.2015   | 92 ОМБр    | Загинув під час зіткнення з російською ДРГ. |
| Рудницький Андрій Адамович                  | солдат           | 1.6.2015    | 92 ОМБр    | Помер у військовому шпиталі від вогнепального поранення, яке дістав того ж дня. |
| Брожко Володимир Сергійович                 | солдат           | 7.7.2015    | 8 ОП СпП   | Військовий «КамАЗ» був обстріляний російськими бойовиками, у результаті чого Володимир загинув.                                                                                               |
| Киян Володимир Петрович                     | капітан          | 3.9.2015    | 80 ОДШБр   | Підірвався на «розтяжці». |
| Луцюк Роман Йосипович                       | солдат           | 19.1.2016   | «Айдар»    | 5 листопада 2014 дістав важке поранення. Переніс кілька важких операцій, після яких з'явилися численні ускладнення. 19 березня 2016 року помер.                                               |
| Яблуновський Сергій Михайлович              | сержант          | 23.5.2016   | 92 ОМБр    | Під час обстрілу з гранатомета зазнав смертельного поранення. |
| Лібрук Михайло Богданович                   | майор            | 12.12.2016  | СБУ        | [ 36 ] |
| Румигін Шаміль (Семен) Михайлович           | солдат           | 21.7.2019   | 25 ОПДБр   | |
| Скітченко Нікіта Олександрович              | солдат           | 21.7.2019   | 25 ОПДБр   | [ 37 ] |